# Patrick Keeler
James Patrick Keeler (6 oktober 1975) is een Amerikaanse rock drummer uit Cincinnati. Hij is bekend als drummer van The Greenhornes, The Raconteurs en The Afghan Whigs.
- MusicBrainz: 0cb67e93-6b5f-4433-971c-6d4adb60d3d8
- Virtual International Authority File: 4062154260519024480005